# Ватикиотис, Константинос
Константинос Ватикио́тис (греч. Κωνσταντίνος Βατικιώτης) — греческий дипломат второй половины XIX века. Был генеральным консулом Греции в Салониках в Османской империи в период 1866—1881 годов. Один из основных организаторов восстания македонян в 1878 году, направленного как против турок, так и против решений Сан-Стефанского мира.

## Биография
Ватикиотис родился в 1830 году на острове Порос.
Происходил из большого рода Ватикиотисов, ведущего своё начало из Ватика в Лаконии и расселившегося в XVIII веке на островах Порос, Идра и Спеце. Многие члены клана Ватикиотисов прославились на суше и на море в годы греческой Освободительной войны (1821—1829):Г-22:Г-49:А-268.
Константинос Ватикиотис родился после окончания Освободительной войны. Служил в Генеральном консульстве Греции в египетской Александрии. В 1864 году принял участие во Втором (конституционном) национальном собрании.

## В Македонии

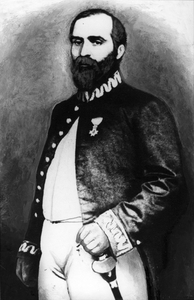
Консул Константинос Ватикиотис

В 1866 году Ватикиотис получил назначение на пост генерального консула Греции в столице османской Македонии, городе Фессалоники. Ватикиотис, прибыв в Салоники, «своевременно осознал, как тяжело будет греческому правительству, в создавшихся условиях, защитить интересы эллинизма в Македонии». Ватикиотис пришёл к заключению о необходимости организации самих местных македонян, перед опасностью которая им угрожала:70.
Ватикиотис прибыл в Македонию в разгар восстания на Крите и по причине Критского восстания, через 2 года после его прибытия, в 1868 году, греко-османские дипломатические отношения были прерваны:138. В условиях напряжённых греко-турецких отношений, получила турецкую поддержку болгарская схизма от Константинопольского Патриархата, в результате чего, стремившаяся к автокефалии болгарская церковь, заполучила султанский фирман 28 февраля 1870 года, который использовала для изгнания греческих, или верных Патриархату, священников, при помощи османской жандармерии, на территории Фракии и Македонии.
Ватикиотис писал греческому правительству из Салоник:

«<…> Эта война против греков архиереев является войной против здешнего Македонского эллинизма, и греческое правительство обязано использовать любое располагаемое им средство, во избежание этой величайшей опасности <…>»
Восточный вопрос вступил в новую фазу в 1875 году. Кризис начался с восстания в Герцеговине, перешёл в Боснию, а в апреле следующего года в Болгарию. В июне 1876 года Сербия объявила войну Турции. После первых успехов, сербы понесли поражения. Сербия запросила помощь у Греции, поддерживаемая в этом, по выражению современного английского историка Дакина «панславистами русскими». Греческое правительство, учитывая угрозы турок против греческого населения империи, ещё помня свой печальный опыт времён Крымской войны и отчуждённое от России в результате её новой, панславистской, политики:196, и под давлением европейских держав, в особенности Англии, обещавшей Греции территориальные выигрыши в случае соблюдения нейтралитета, не стало ввязываться в войну:152.
Нейтралитет вызвал протесты как в пределах Греции, так и греческого населения Османской империи:197:153.
На Константинопольском конгрессе (декабрь 1876), стала вырисовываться вероятность предоставления автономии Болгарии:198, куда включались и территории с греческим населением. Это вызвало волнения среди греческого населения, которые возглавил митрополит Салоник Иоаким:155.
В 1876 году, по указанию из Афин, Ватикиотис инструктировал греческих военачальников Олимпа воздержаться от выступления:197.
В апреле 1877 года Россия начала военные действия против Османской империи.
Неудачи русских под Плевной укрепили позиции противников участия Греции в войне и греческие отряды в Македонии получили приказ рассредоточиться.
Ватикиотис со своего поста подбадривал греческое правительство, говоря, что население, включая славяноязычных сторонников Πатриархата, с радостью будет приветствовать вступление греческих войск в Македонию:199. Тем более, писал Ватикиотис, что турки, зная, что греческие партизанские отряды уже вступили в Македонию, приступили к арестам видных греков, аналогично тому что они делали в 1869 году, во время Критского восстания. Турки, совершено обоснованно, подозревали, что греки организовали революционные комитеты, готовые действовать в удобный момент.
Согласно полученным инструкциям, Ватикиотис советовал комитетам ограничить действия, но, одновременно, стал поставлять им оружие:200.
После взятия русскими Плевны, в декабре 1877 года, возобновилась сербо-турецкая война и сербы вновь обратились за помощью к Греции.
Ватикиотис в Салониках и консул Логотетис в Монастире, с помощью митрополита Иоакима и епископов Китра и Иериссос, стали координировать действия македонян на местах, согласно плану разработанного в Афинах. План предусматривал высадку отряда в регионе Олимпа, который должен был соединиться с местными бойцами, перейти реку Алиакмон и провозгласить восстание в регионах Верия-Науса (Иматия) и Эдесса.
Второй отряд должен был высадиться на полуострове Халкидики.
Третий отряд должен был высадиться в устье Стримонаса и направиться к Неврокопи и Мелнику. Другие отряды, должны были перейти в Македонию из Фессалии и поддержать выступления вКозани и Кастории. План предусматривал развитие операций на север, вплоть до Охрида. Для обеспечения операций были созданы склады боеприпасов в городах Македонии, создана разведывательная сеть, с центром в Салониках:202.
Греческие консулы требовали у своего правительства срочных мер, чтобы упредить амбиции болгар:204.
Однако греческое правительство не торопилось, что привело к его отставке в январе 1878 года. Новое правительство произвело мобилизацию. Греческая армия вошла в Фессалию, но уже вступило в силу русско-турецкое перемирие и после протеста европейских держав армия была отозвана:202:156.

## Пиерийское и западномакедонское восстания

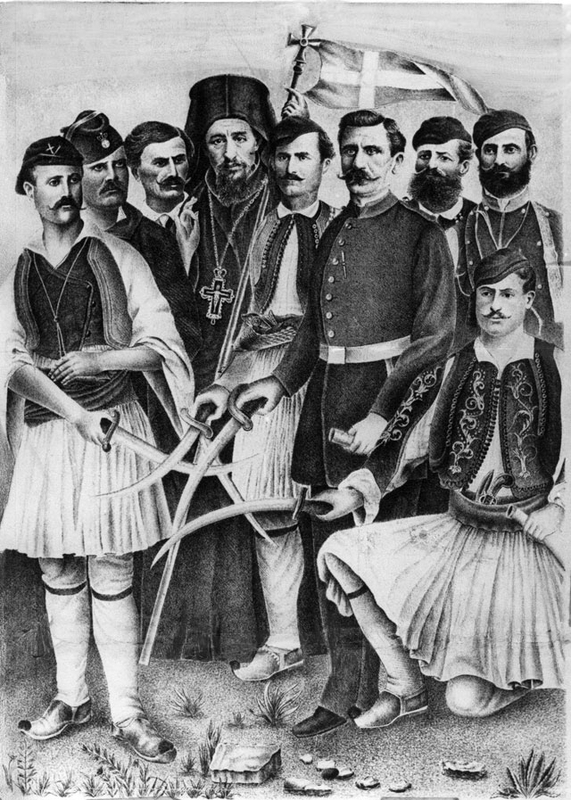

Сан-Стефанский мир подписанный в 1878 году игнорировал греческие интересы, предусматривал создание «Великой Болгарии», «которая», согласно Дакину, «сама не приложила особых усилий, для получения своей свободы»:205, включение в новое государство греческих, с точки зрения греков, городов Македонии и Западного Причерноморья. Идеалы панславизма той эпохи поэтически говорили о том, что «От скал Афона вплоть до поморян ………… раскинулись владения славян». Сан-Стефанский мир не включал скалы Афона (полуостров Халкидики) в новое славяно-язычное государство, но греческое население других областей Македонии, принявшее участие во всех греческих революциях с 1770 года и жаждущее воссоединения с Грецией пришло в движение:157. Сан-Стефанский мир вызвал протесты не только греков, но и сербов, которые заявляли, что сербское население и земли попадают под контроль другого государства. Ответом Петербурга было, что сербские интересы отходят на второй план, перед интересами России, которые требуют создание «Великой Болгарии»:206. В январе 1878 года Македонский комитет в Афинах, состоящий из видных македонян, живущих в греческой столице, приступил к координации действий в Македонии:157.
Набор добровольцев производился в основном в городе Аталанти, в квартале Новая Пелла, среди беженцев-македонян, обосновавшихся здесь после поражения греческого восстания в Македонии, в 1854 году. Комитет планировал высадку отрядов на полуострове Халкидики и в устье Стримонаса. В конечном итоге восстание было начато в регионе Олимп-Пиерия, с перспективой охвата Западной Македонии:203:158.
Выбор Пиерии объяснялся не только революционными традициями населения, но также доступом с моря и доступом с суши, через полу-автономную тогда Фессалию. План восстания был одобрен центральным Македонским комитетом, при секретном содействии Ватикиотиса и митрополита Иоакима:159. «Временное Революционное правительство Македонии» было образовано 19 февраля 1878 года, в тот же день когда был подписан Сан-Стефанский мир. На следующий день в состав правительства был включён епископ Николай I Китрский. 22 февраля епископ Николай I Китрский провозгласил революцию в центре своей епископии, в Колиндрос, и вместе с военачальником В. Хостевасом с успехом атаковал турецкий гарнизон. «Временное правительство Македонии» издало прокламацию, которая обращалась к Великим державам и конкретно к консулам России, Франции, Англии, Германии, Италии и США в Салониках.
После первоначальных успехов повстанцев, вновь подошедшие османские войска 26 февраля вошли в Колиндрос. Епископ Николай Китрский поджёг сам кафедральный собор, чтобы святые реликвии не попали в руки турок. Сам город был сожжён турками:160. В Западной Македонии повстанцы продолжили войну до подписания перемирия 19 апреля 1878 года. Многие военачальники продолжили военные действия на Олимпе и после перемирия и, не имея ни материальной ни моральной поддержки Греции, ушли в Фессалию.
Действия Ватикиотиса и митрополита Иоакима не остались незамеченными османскими властями. В апреле-мае 1878 года оба были временно отозваны в Афины и Константинополь соответственно:158.

## После Берлинского конгресса
Несмотря на поражение, которое сопровождалось разрушением сёл и резнёй, Пиерийское и Западномакедонскοе восстания усилили дипломатическую позицию Греции на Берлинском конгрессе. Ревизия Сан-Стефанского мира была предварительно обговорена секретным англо-русским соглашением от 18/30 апреля 1878 года. Греческая дипломатия, избегая максималистских требований, поставила себе целью на конгрессе получить от турок Крит и территориальные уступки в Эпире. Что касается Македонии и Фракии, основной задачей было не допустить их включение в состав нового болгарского государства, что совпадало с позицией и других европейских государств:207.
По решениям конгресса, Греция получила незначительную коррекцию границ в свою пользу в Эпире и в Фессалии. Ревизия условий Сан-Стефанского мира, чему в определённой мере содействовало и Пиерийское восстание, оставила вопрос обудущем Македонии открытым до Балканских войн 1912—1913 годов:164.
Ватикиотис вернулся к обязанностям консула в Салониках, где и умер через 3 года, в 1881 году.